# 펠리체 마리아니
펠리체 마리아니(이탈리아어: Felice Mariani, 1954년 7월 8일~)는 이탈리아의 유도 선수, 정치인이다. 1976년 하계 올림픽에서 남자 라이트급 은메달을 획득했으며 세계 유도 선수권 대회에서 동메달 3개, 유럽 유도 선수권 대회에서 금메달 3개, 은메달 1개, 동메달 1개를 획득했다.
은퇴 후에는 이탈리아 유도 대표팀 기술고문을 맡으며 여러 대표팀 선수를 지도했다. 또한 정계에도 진출하여 오성운동 당원으로서 2018년 총선에 당선되기도 했다.